# Gehrden (Nedersaksen)
Gehrden is een gemeente in de Duitse deelstaat Nedersaksen, en maakt deel uit van de Region Hannover.
Gehrden telt 14.588 inwoners.

## Stadsdelen
De stad Gehrden bestaat uit de volgende 8 stadsdelen:
- Gehrden zelf
- Lenthe, ten N van Northen, circa 700 inwoners
- Northen, ten N van Gehrden en Everloh, ca. 900 inw.
- Everloh, ten N van Gehrden, ca. 500 inw.
- Ditterke, ten NW van Gehrden, evenals Everloh aan de Bundesstraße 65, een agrarisch en winkeldorp met ca. 300 inw.
- Redderse, ten WZW van Gehrden, circa 500 inw., slechts enkele kilometers ten N van  Wennigsen (Deister)
- Leveste, ten W van Gehrden, ca. 1600 inw.
- Lemmie, een dorp ten Z van Gehrden met ca. 700 inwoners op de gemeentegrens met Wennigsen (Deister)

In juni 2018 waren 39,3 % van de inwoners van de gemeente  evangelisch-luthers, 12,0 % rooms-katholiek en 48,7 % aanhang(st)er van een andere geloofsgemeenschap, dan wel atheïst.

## Ligging, infrastructuur, economie
De Bundesstraße 65 is de voornaamste doorgaande weg van het in alle opzichten sterk op de stad Hannover georiënteerde Gehrden.
Binnen de gemeente is het dorp Lemmie als enige  door drie lijnen (S1, S2, en de spitsuurlijn  S21) van de S-Bahn van Hannover aan het spoorwegnet aangesloten.
Van 1898-1953 reed een tram, die later in een lokaalspoor werd omgebouwd, van de plaats naar Hannover en terug. Sinds 1953 is deze lijn door een busdienst vervangen.
De dorpen Lenthe, Northen en Everloh liggen ten westen van de heuvel Benther Berg. Samen met Benthen, gemeente Ronnenberg worden deze 4 dorpen gezamenlijk wel de vier bergdorpen genoemd.
De gemeente heeft zich tot een typische voorstad (woonforensengemeente) van Hannover ontwikkeld.

## Geschiedenis
De Hellweg vor dem Santforde van Hildesheim naar Deventer was een oude middeleeuwse handelsweg die, deels op het huidige traject van de B65, oost-west door de huidige gemeente liep. Op 28 januari 1298 verleende graaf Adolf VI. von Schauenburg en Holstein, als hoogste landsheer het vlek Gehrden (oppidum nostrum) beperkt stadsrecht; een formele verheffing tot stad volgde echter pas in 1929. In de 15e eeuw en in de Dertigjarige Oorlog leed Gehrden grote schade en verlies aan mensenlevens. In de Napoleontische tijd werd het stadje enige malen geplunderd door daar ingekwartierde Franse en Russische militairen.

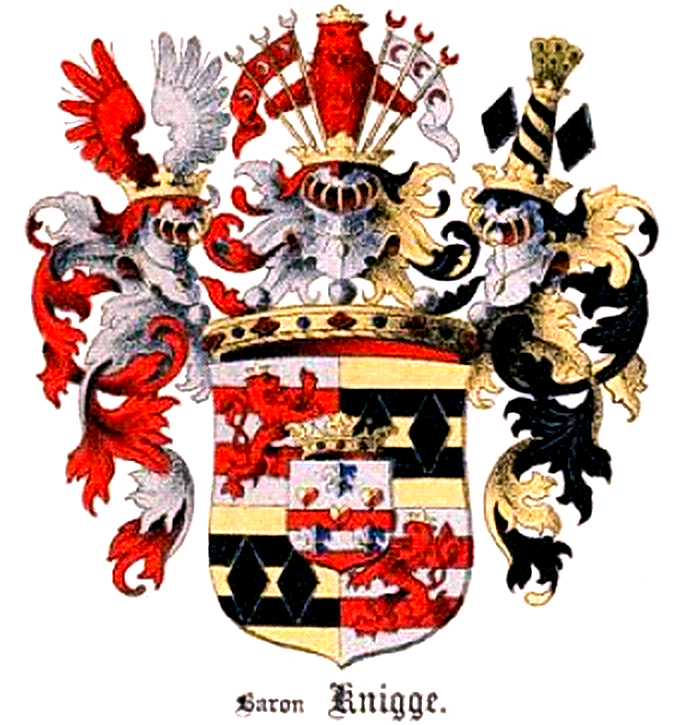
Wapen van de Freiherren (baronnen) Von Knigge

Het oude adellijke geslacht Knigge heeft in Gehrden en het aangrenzende Wennigsen altijd veel invloed gehad.  In beide gemeenten bewonen  tot deze familie behorende Freiherren (baronnen) en -frauen nog altijd een statig landhuis.
In de vroege 20e eeuw kende Gehrden enige industrie, waaronder een steenfabriek, maar van grote betekenis werd deze nimmer. Alle voormalige fabrieken zijn in de late 20e eeuw gesloten.

## Bezienswaardigheden
- De evangelisch-lutherse Margaretha-kerk (13e-15e eeuw) te Gehrden
- De Ratskeller is een reeds sedert 1586 bestaand restaurant, gevestigd in het originele, monumentale, 16e-eeuwse vakwerkhuis in het centrum van Gehrden
- In een uit 1665 daterende, voormalige brouwerij is het (alleen op zondagmiddagen geopende) streekmuseum van de stad ondergebracht.
- De 136 m hoge heuvel Köthnerberg met het stadspark Tripsche Parkanlage (aangelegd in 1898) en de Struckmeyersche Mühle, een uit 1878 daterende, niet meer van wieken voorziene, maar wel onder monumentenzorg geplaatste, voormalige windmolen.
- Andere heuvels, die de moeite van een uitgebreide wandeling waard zijn, zijn de Burgberg met uitzichttoren en de Benther Berg.

## Afbeeldingen

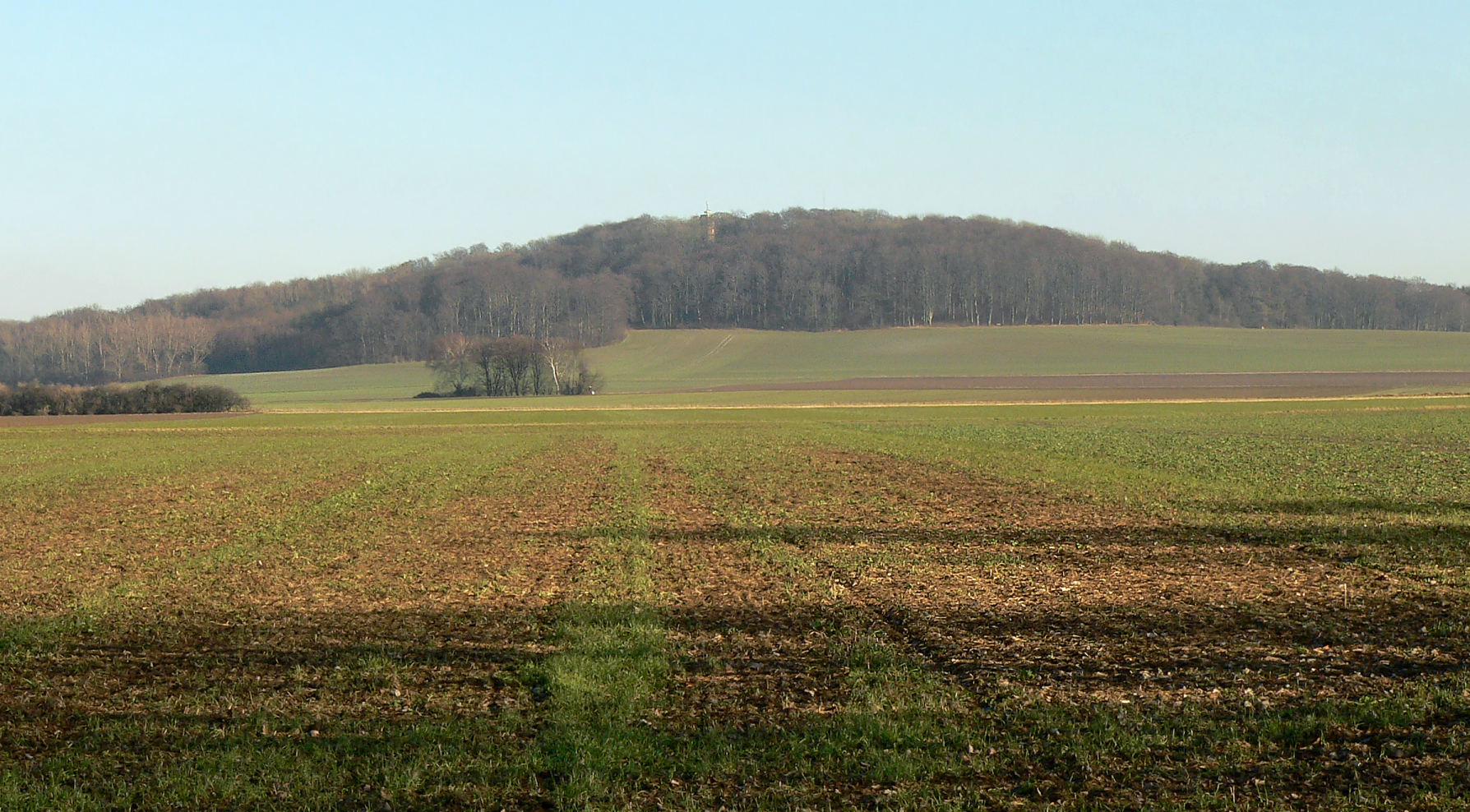
De 155 m hoge Burgberg bij Gehrden
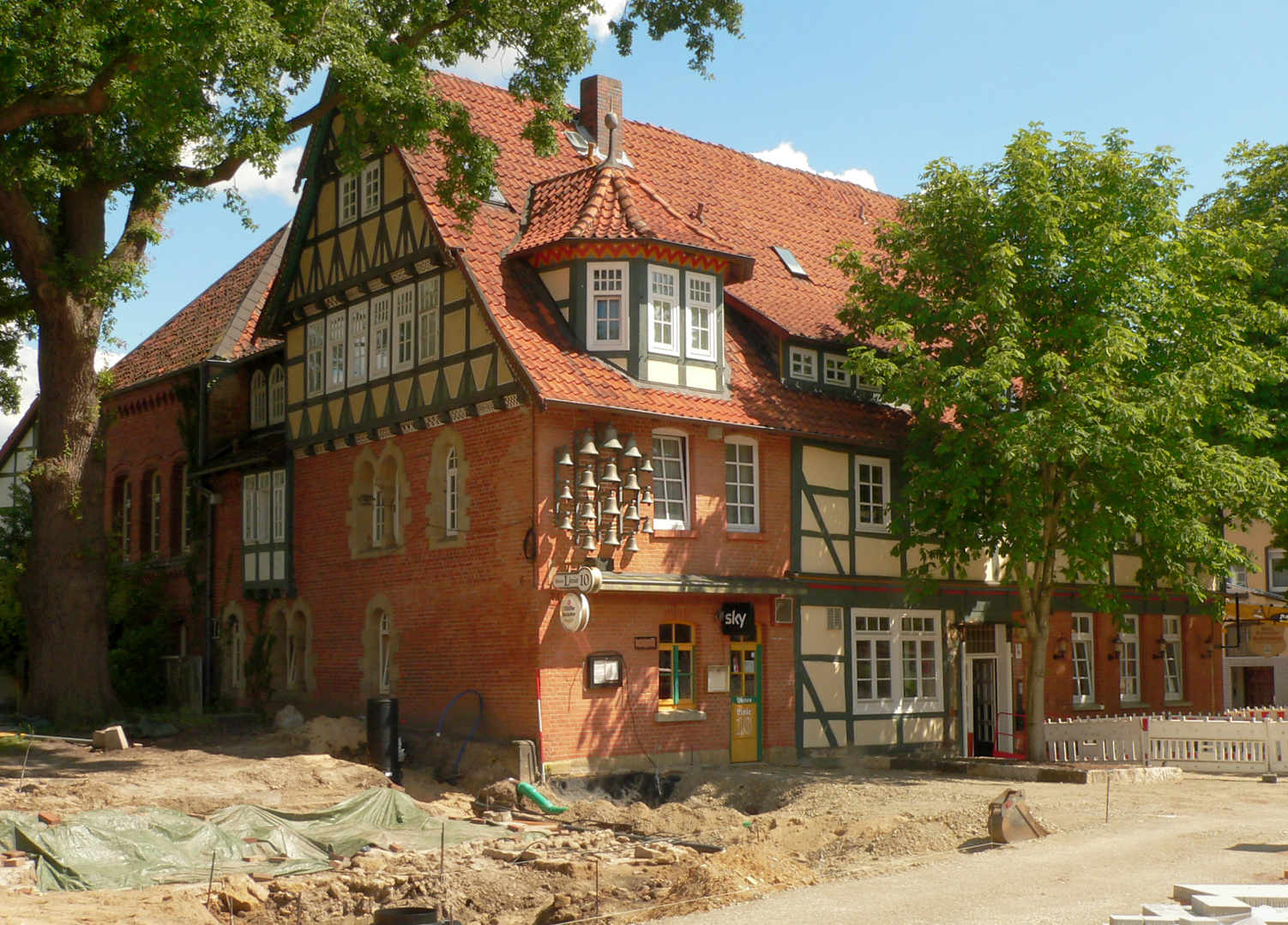
de Ratskeller
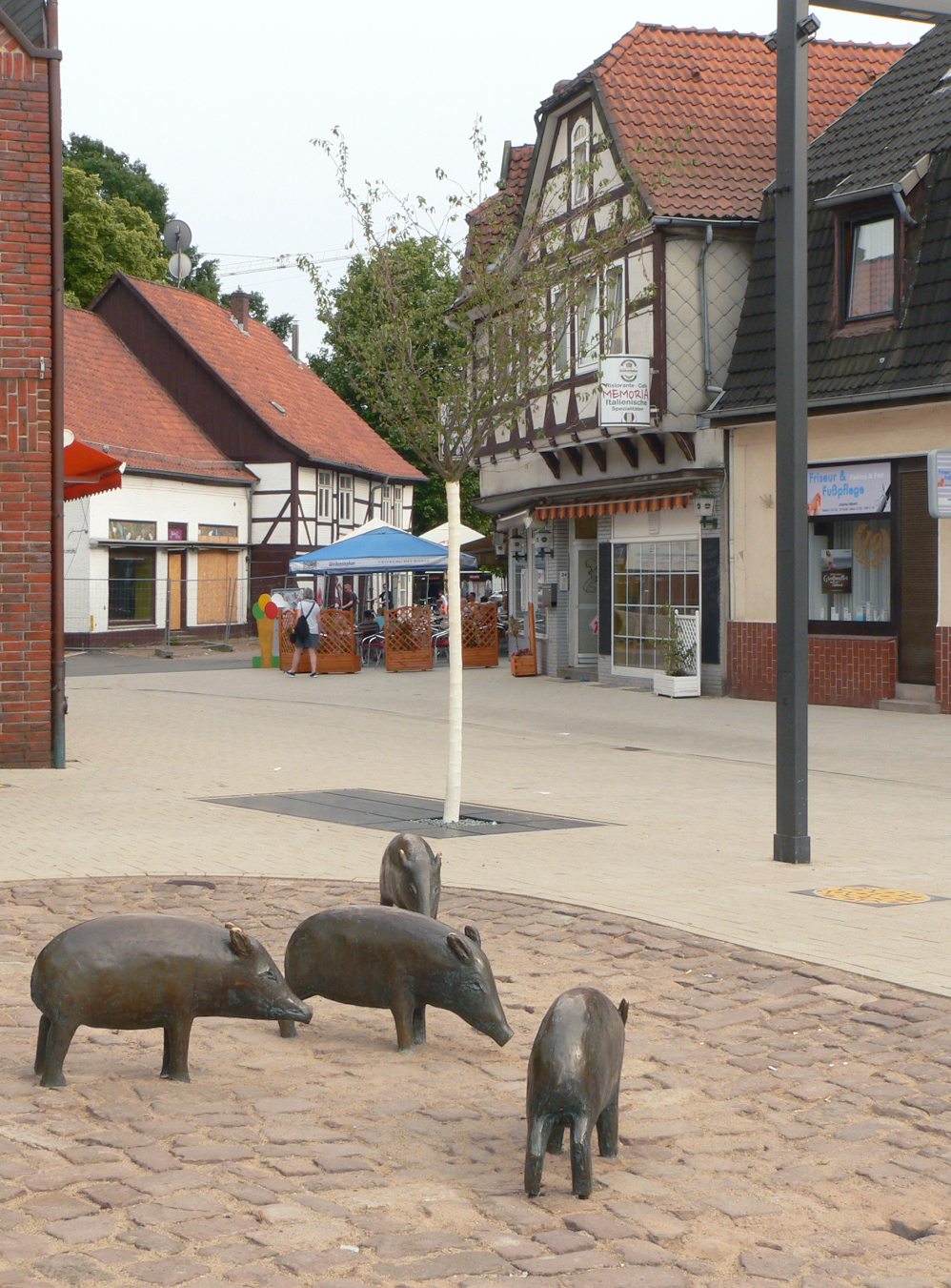
In het centrum van Gehrden
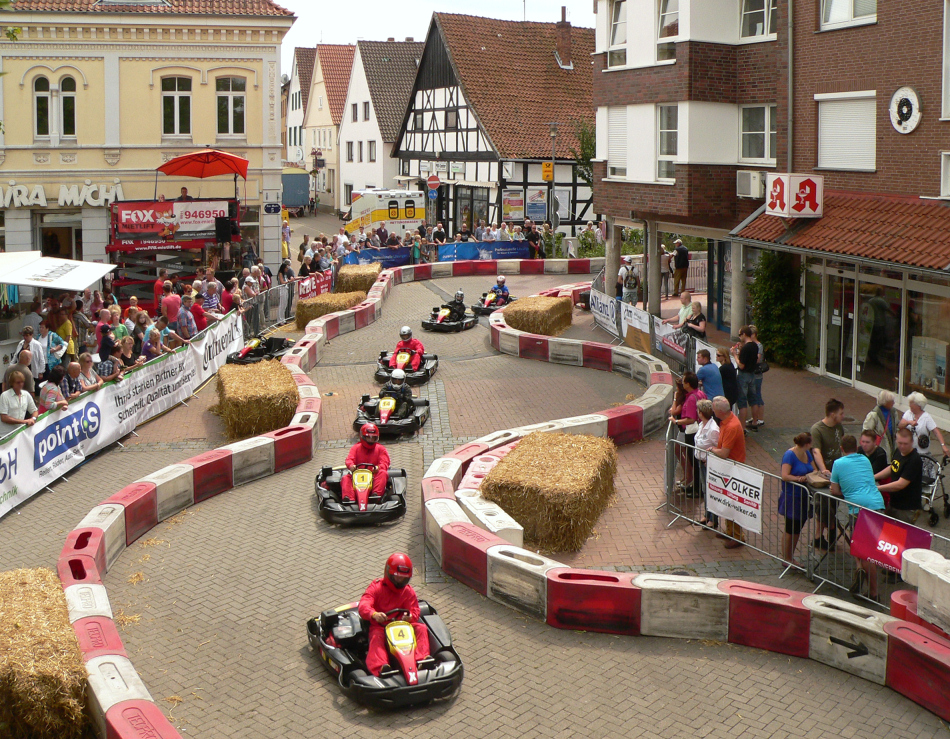
Centrum Gehrden tijdens een kartrace in 2014
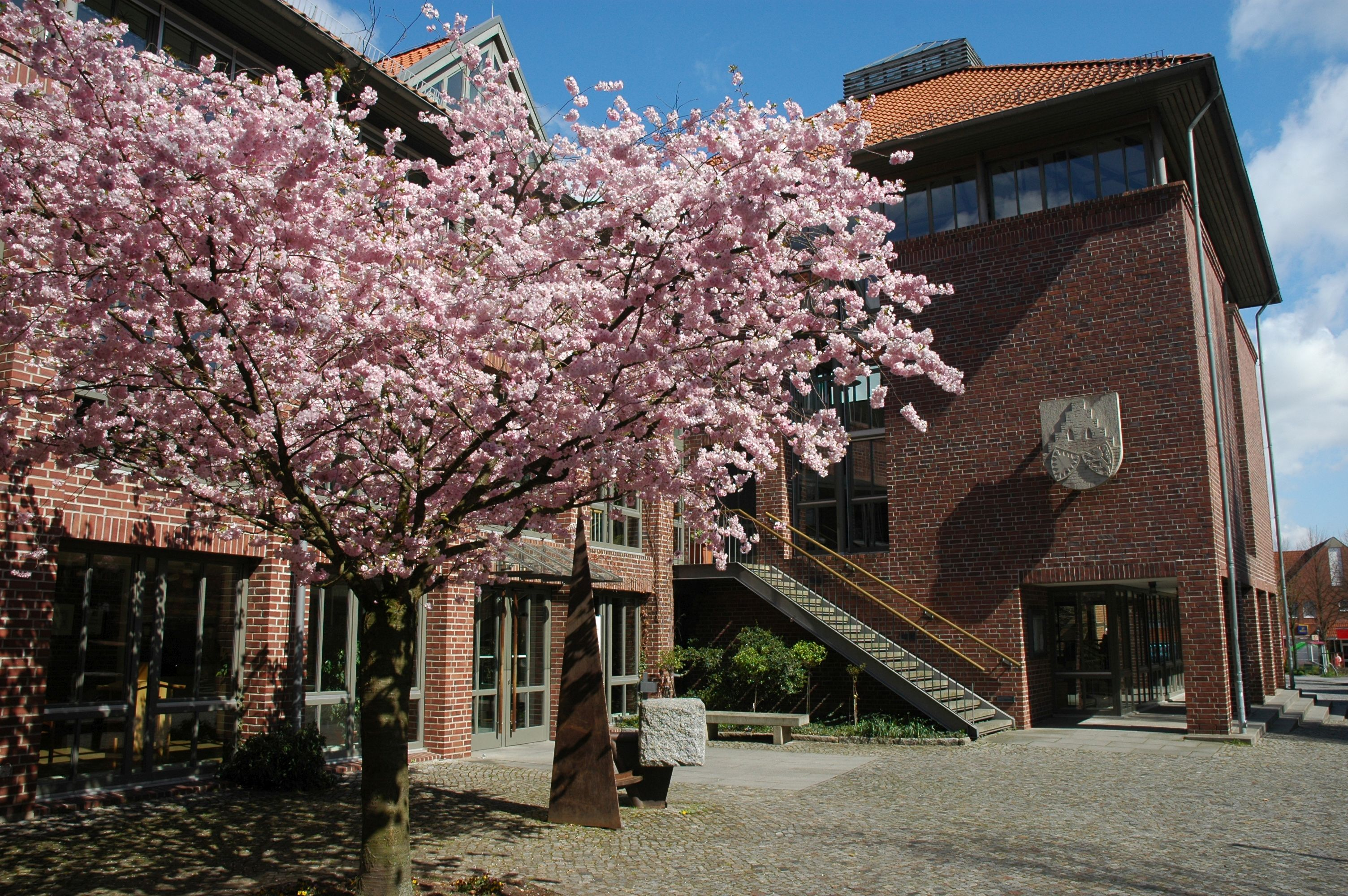
Gemeentehuis
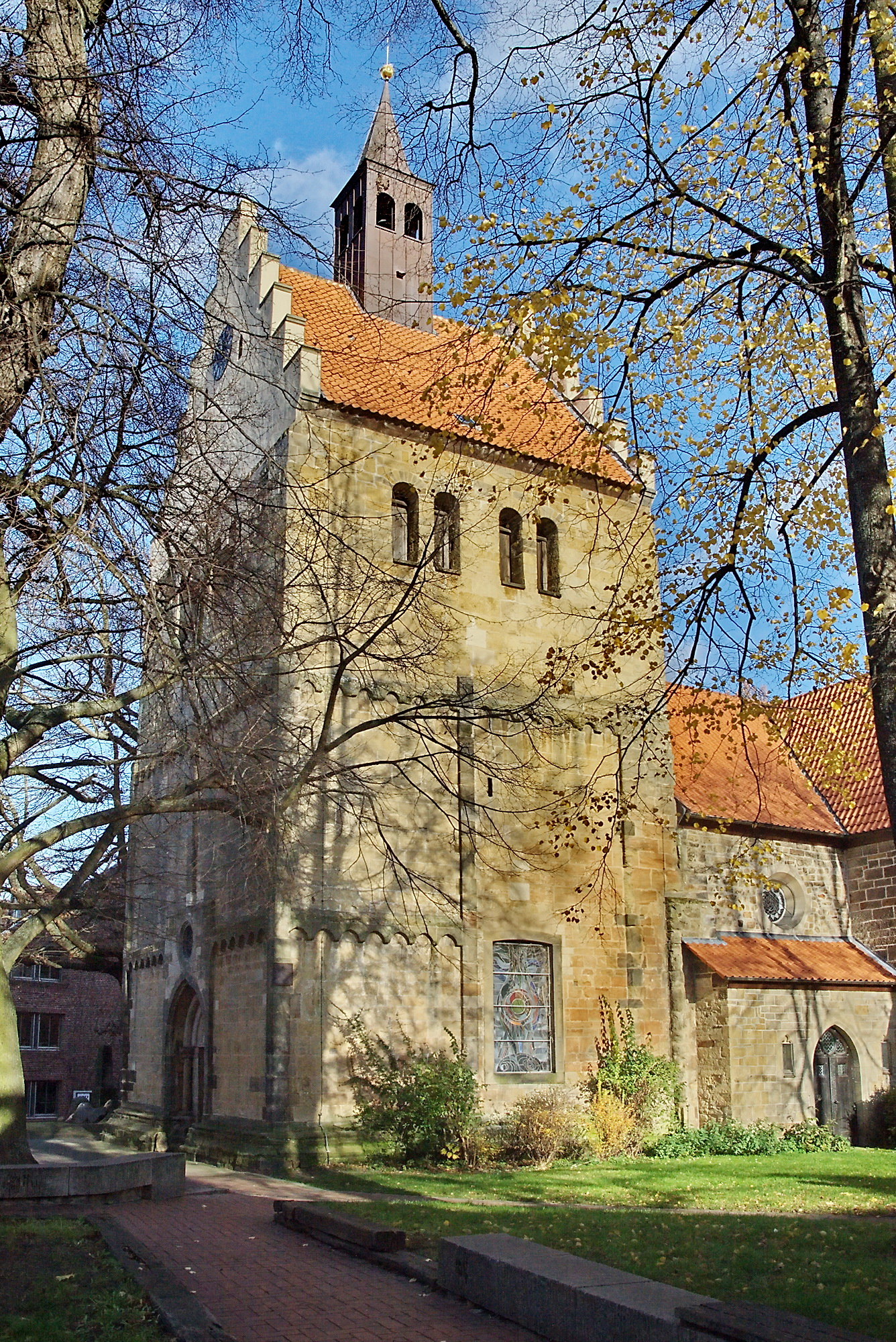
Margaretha-kerk, Gehrden
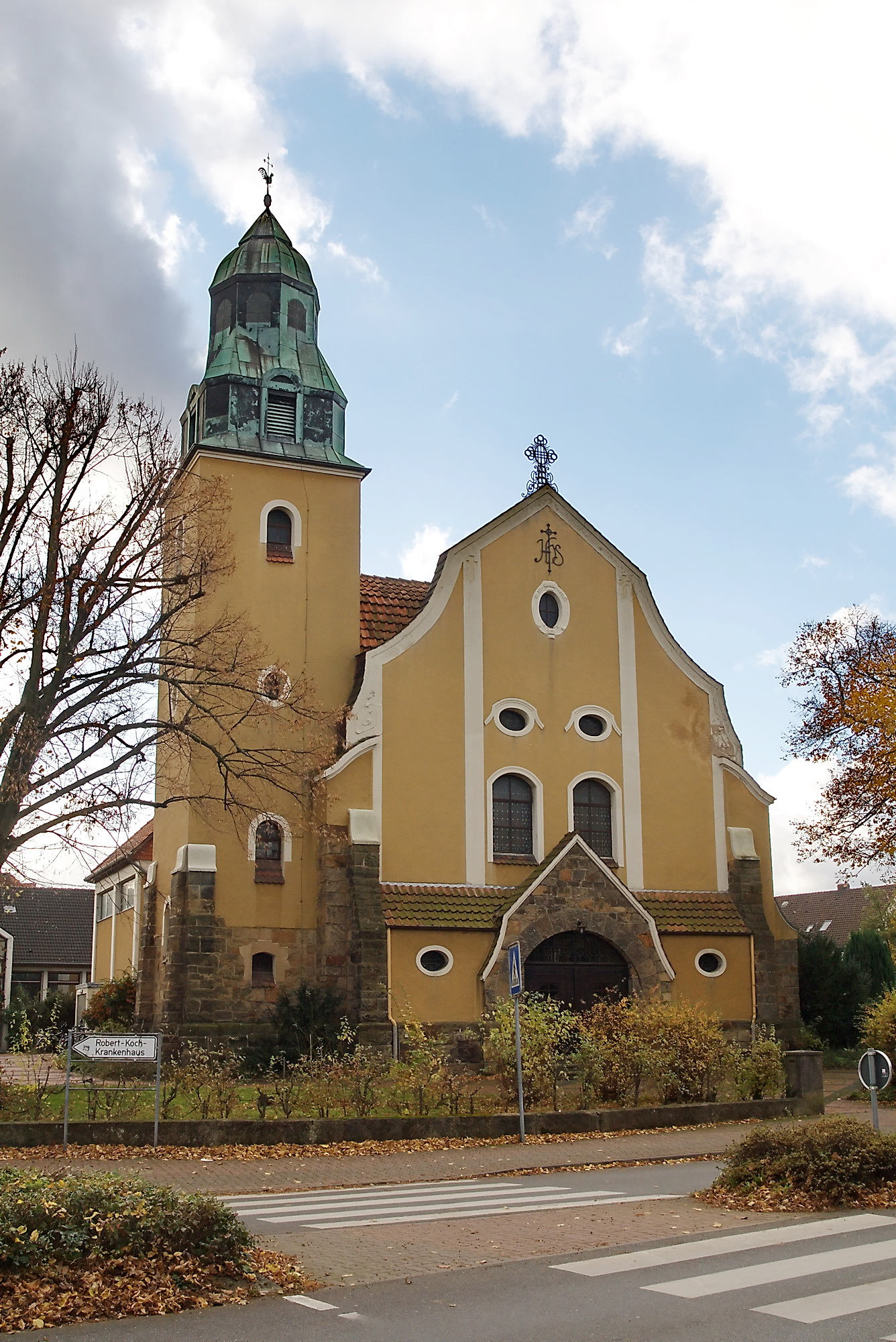
St. Bonifatiuskerk, Gehrden (1911, neo-barok)
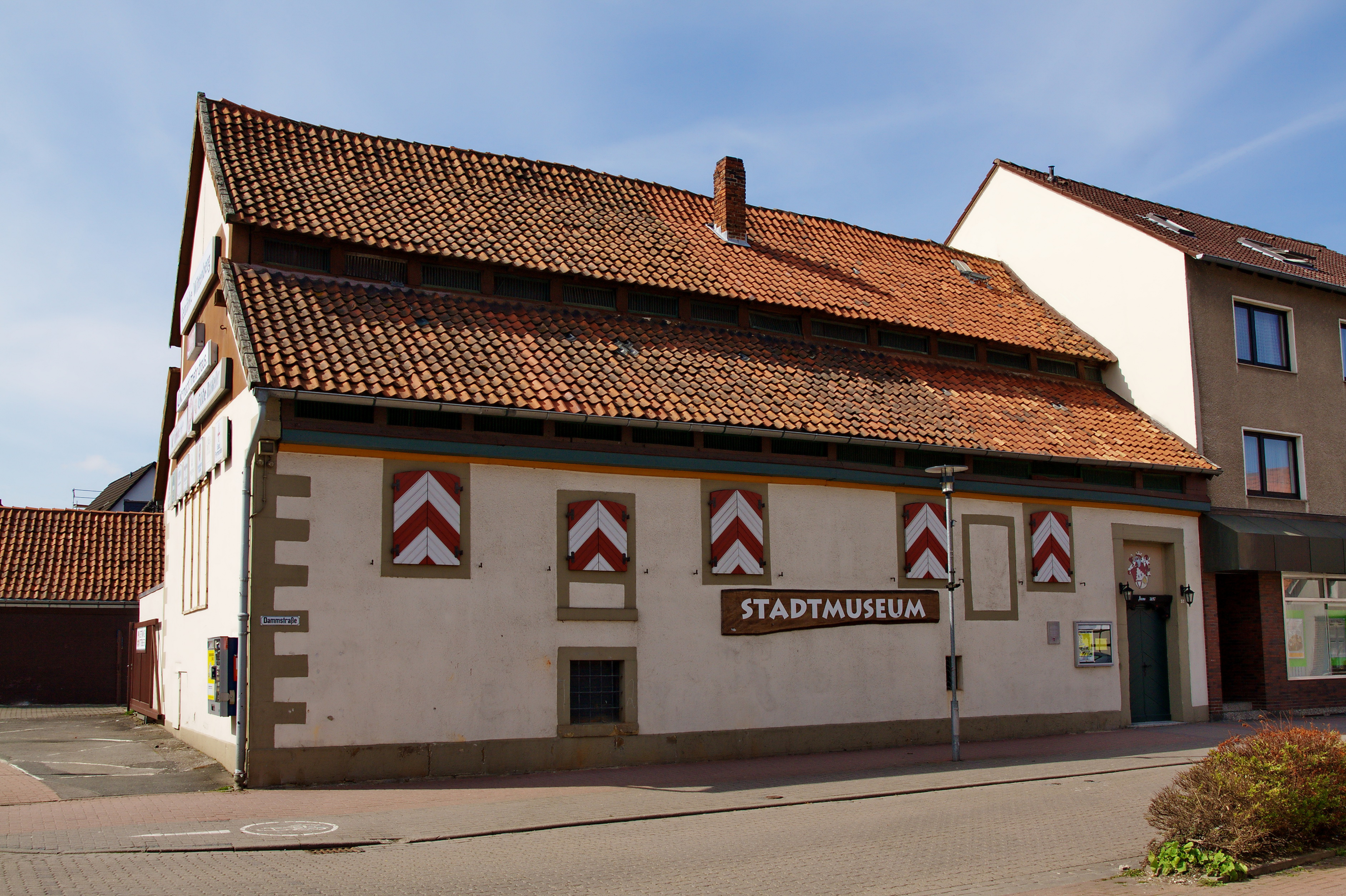
Streekmuseum, Gehrden
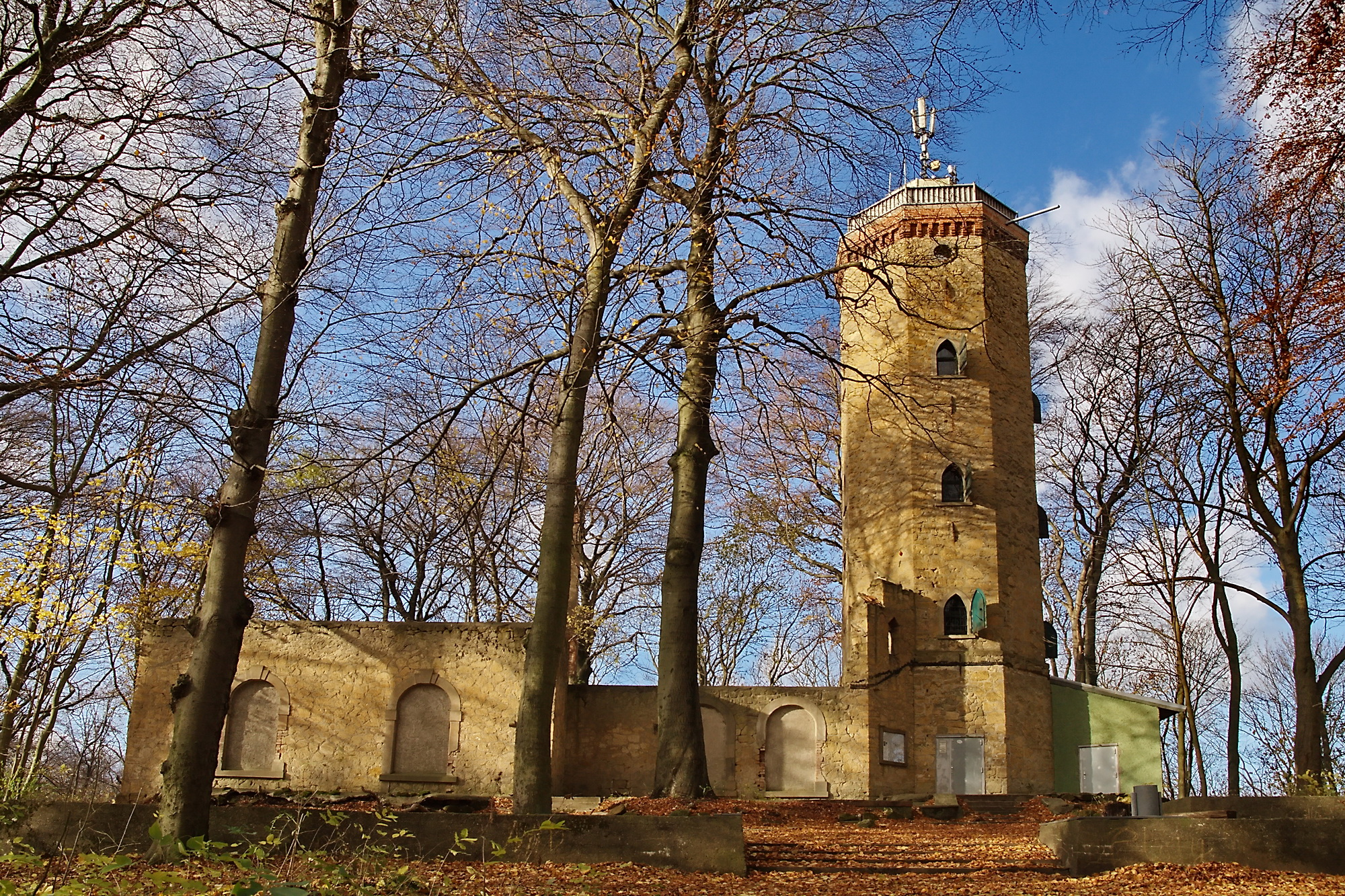
Burgberg-toren
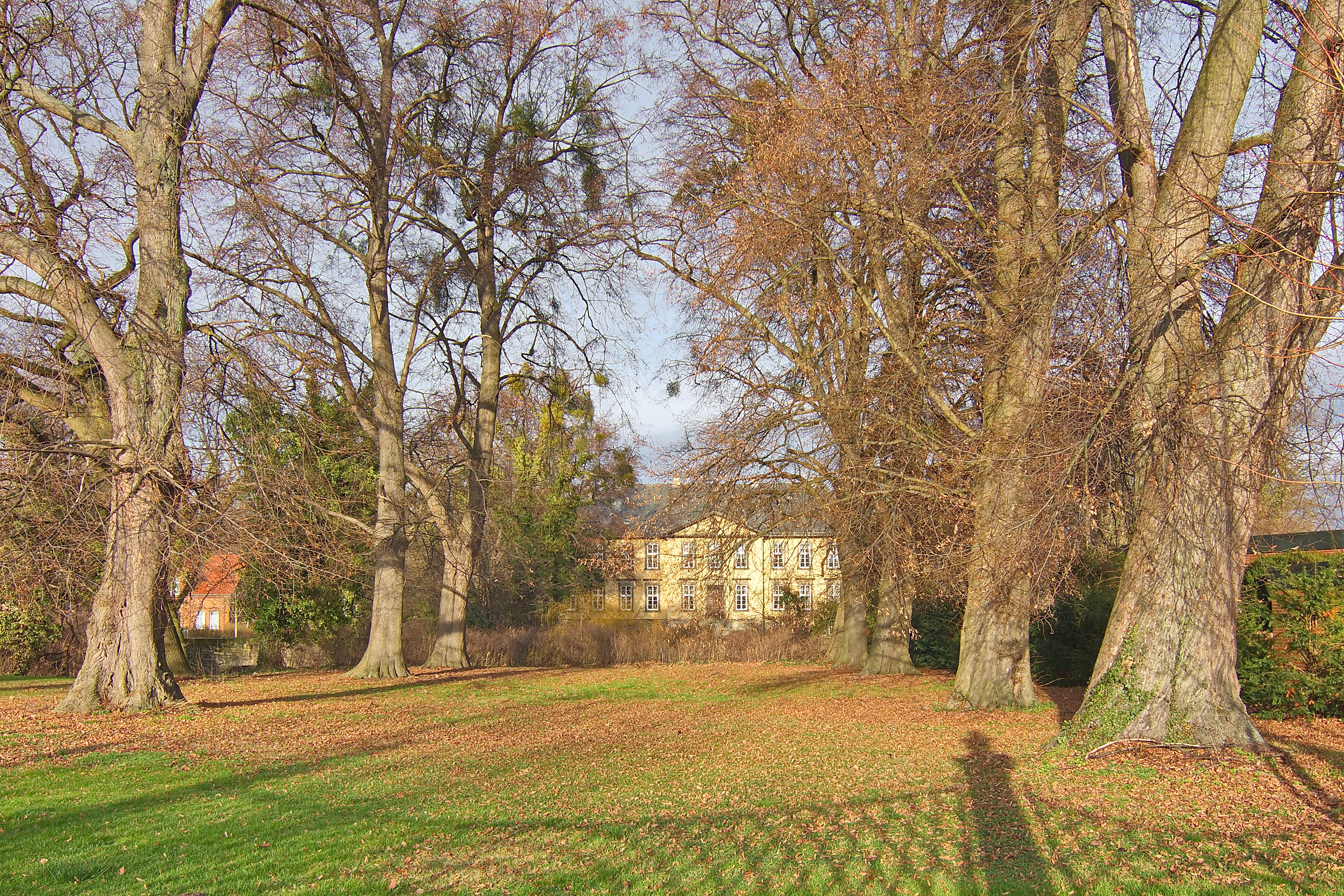
Landhuis van de fam. Knigge, Leveste
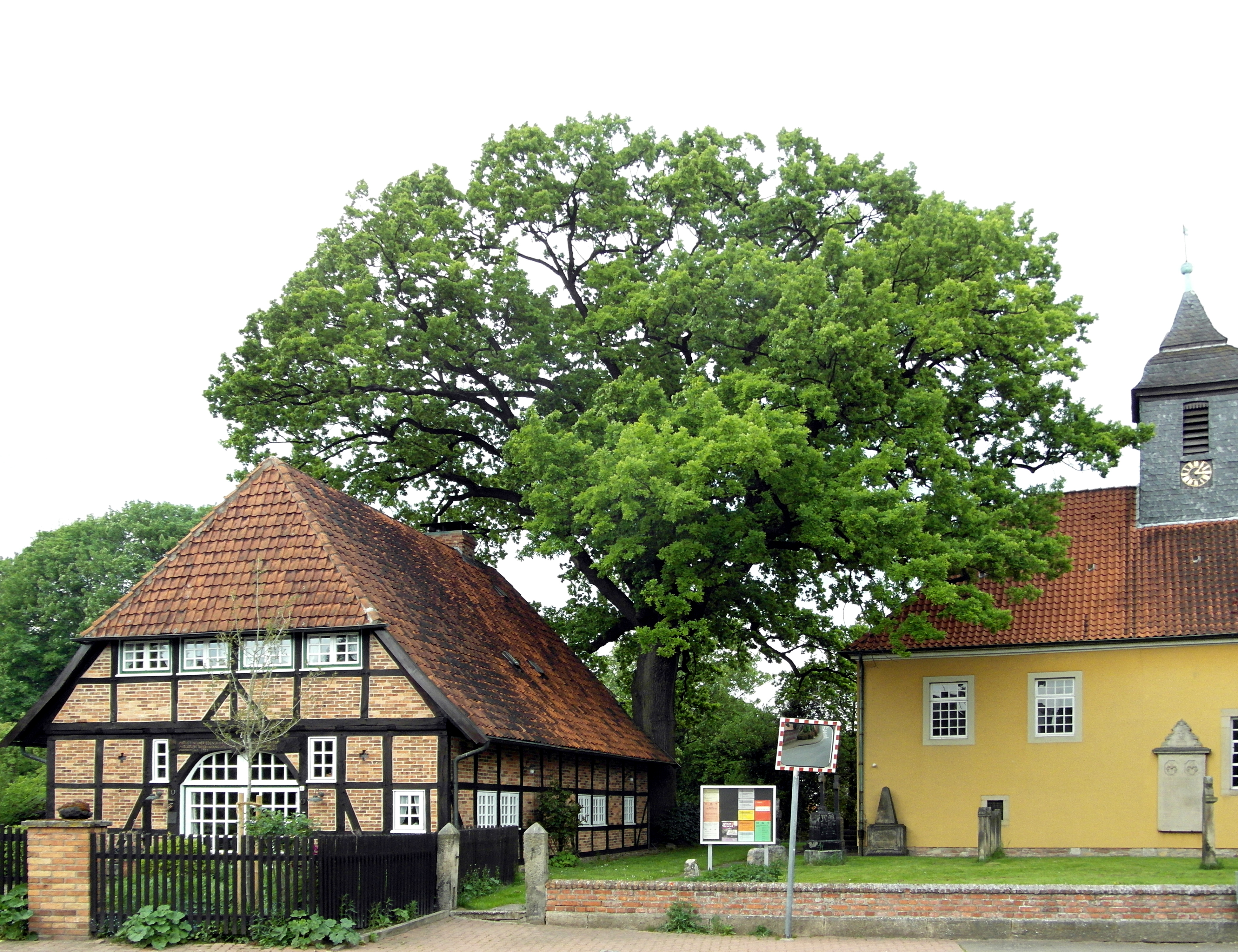
In het dorp Lenthe
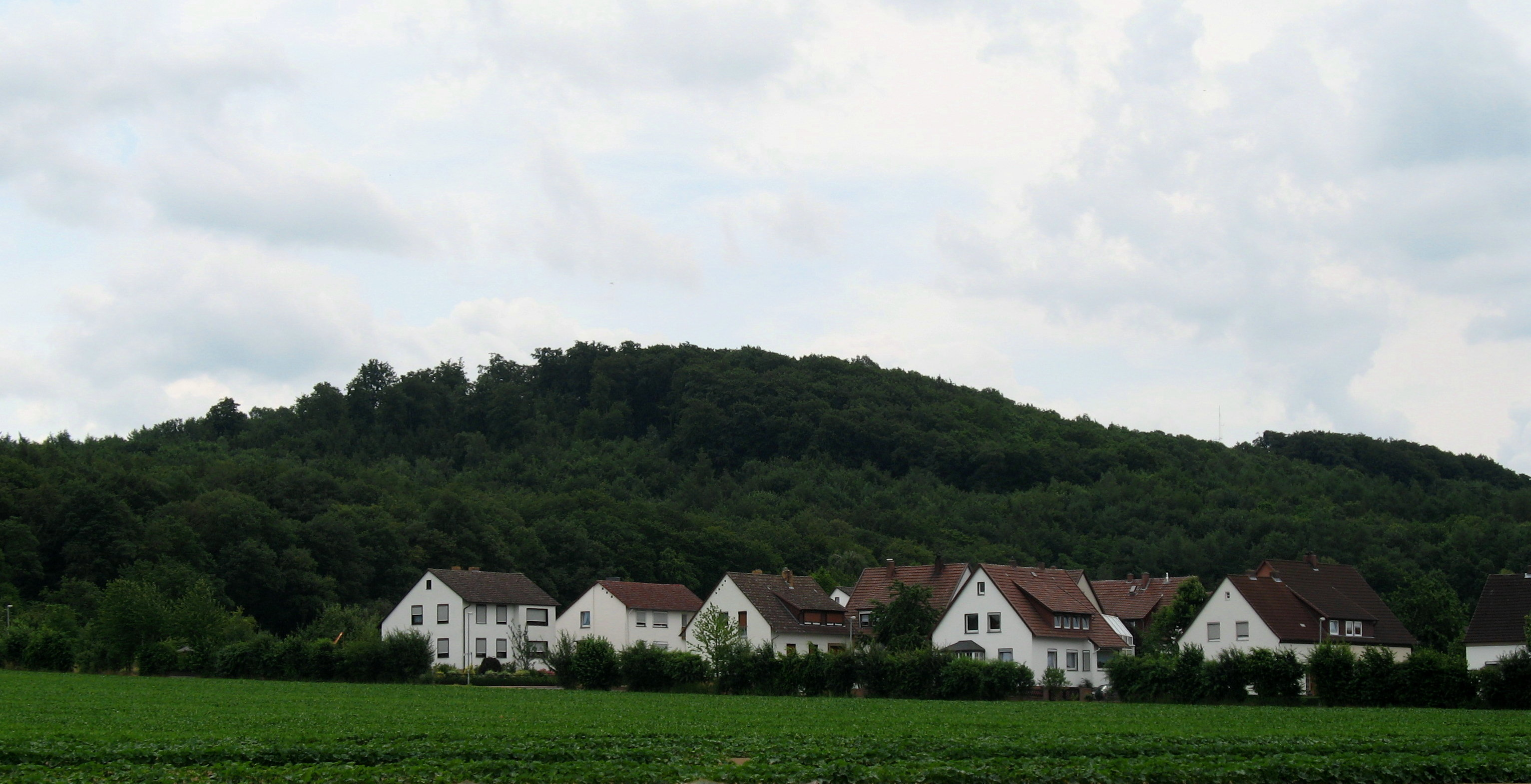
Gezicht op Northen en de Benther Berg
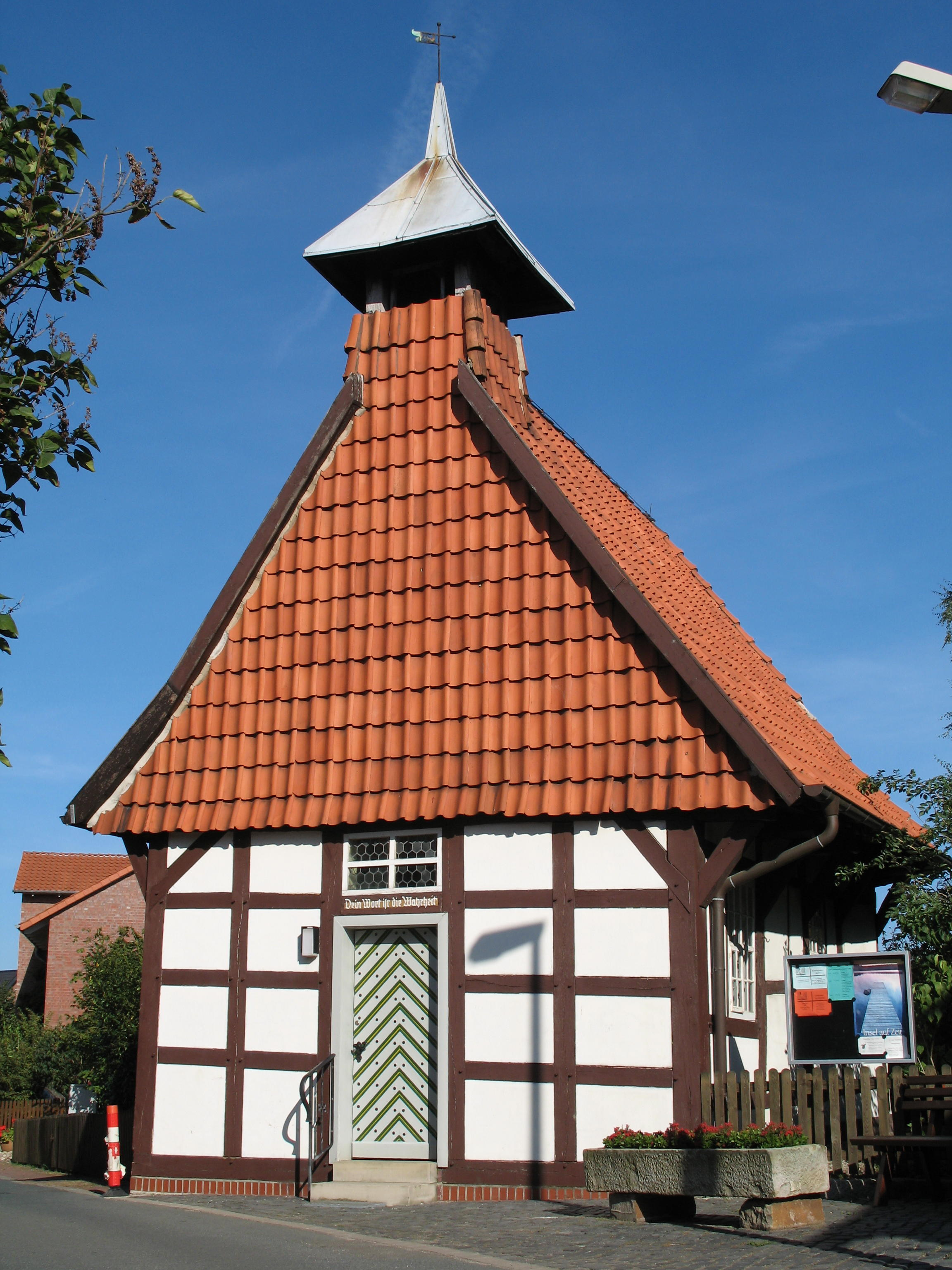
Historische kapel in Northen
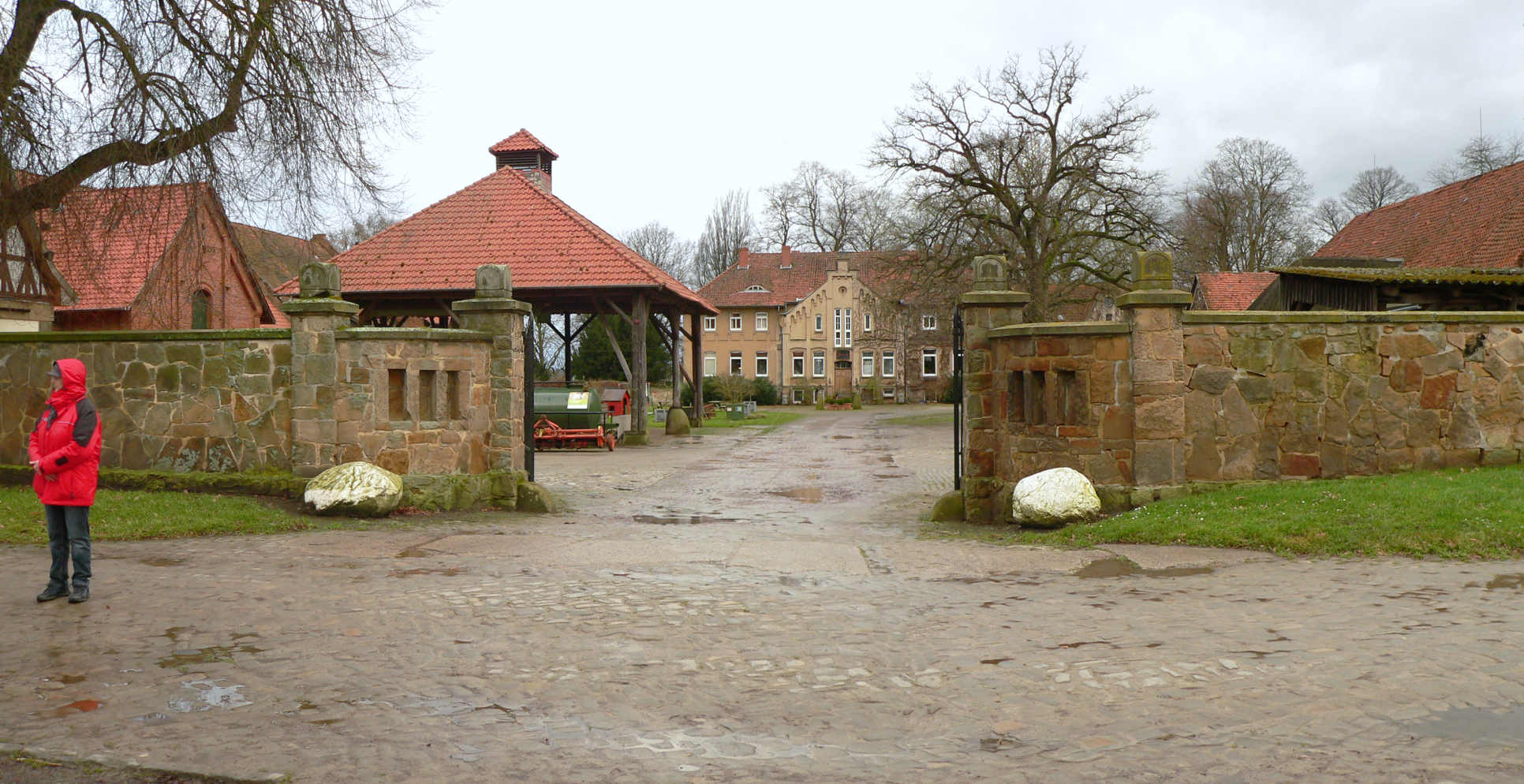
Rittergut Erichshof ten ZO van Everloh (1861)
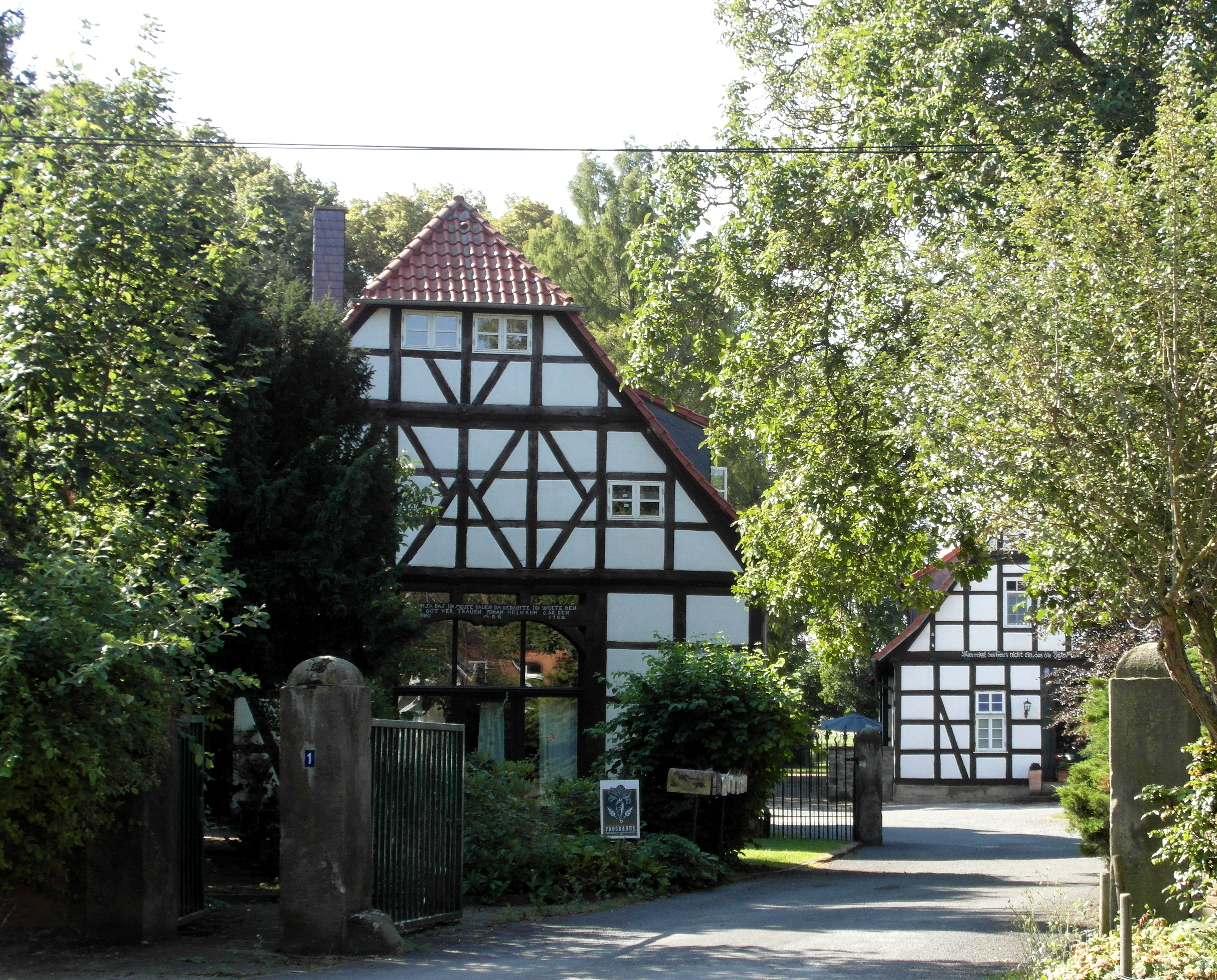
Klein landgoed te Ditterke
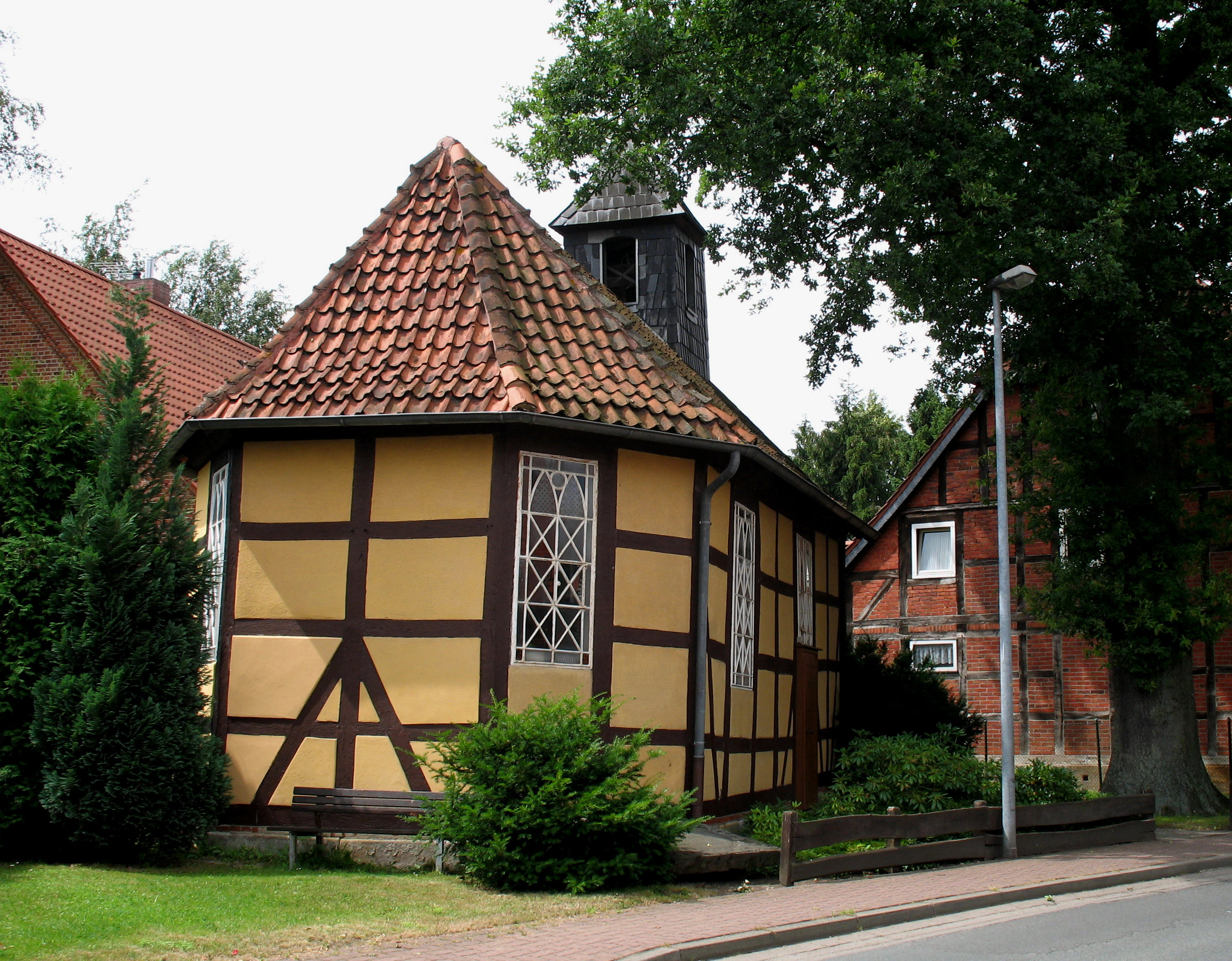
Kapel Redderse (18e-eeuws)

## Belangrijke personen in relatie tot de gemeente
- Werner von Siemens, geboren als Ernst Werner Siemens, (Lenthe, 13 december 1816 – Berlijn, 6 december 1892), uitvinder en industrieel
- Anja Jensen (* 1966 in Gehrden, woont in Hamburg), internationaal werkende kunstfotografe
- Grischa Niermann (Hannover, 3 november 1975), voormalig  wielrenner, inwoner van de gemeente

- Gemeinsame Normdatei: 4349841-3
- Library of Congress Control Number: n90649478
- MusicBrainz: 55ceb5f7-c557-4579-9400-7b1a08df364a
- Nationale Bibliotheek van Israël: 987007565275405171
- Virtual International Authority File: 147877602
- WorldCat: E39PBJpJdQ4HtjX6pD9wydGT73

Barsinghausen ·
Burgdorf ·
Burgwedel ·
Garbsen ·
Gehrden ·
Hannover ·
Hemmingen ·
Isernhagen ·
Laatzen ·
Langenhagen ·
Lehrte ·
Neustadt am Rübenberge ·
Pattensen ·
Ronnenberg ·
Seelze ·
Sehnde ·
Springe ·
Uetze ·
Wedemark ·
Wennigsen (Deister) ·
Wunstorf